# Pernilla Wiberg
Pernilla Christina Wiberg Bjerke (Norrköping, 15 de octubre de 1970) es una deportista sueca que compitió en esquí alpino; dos veces campeona olímpica y cuatro veces campeona mundial.

## Trayectoria deportiva
Participó en tres Juegos Olímpicos de Invierno, obteniendo tres medallas, oro en Albertville 1992 (eslalon gigante), oro en Lillehammer 1994 (combinada) y plata en Nagano 1998 (descenso).
Ganó seis medallas en el Campeonato Mundial de Esquí Alpino entre los años 1991 y 1999.
En la Copa del Mundo consiguió veinticuatro victorias y 61 podios en total. Ganó la clasificación general de la Copa del Mundo en 1997.
Fue la abanderada de Suecia en la ceremonia de apertura de los Juegos Olímpicos de Lillehammer 1994.
A lo largo de su carrera sufrió varias lesiones por caída y tuvo que pasar un total de doce veces por el quirófano por operaciones de las rodillas. Una lesión a principios de 1993 la obligó a perderse el resto de la temporada. En octubre de 1997 sufrió una grave lesión de rodilla y en enero de 1998 se fracturó dos costillas, sin embargo llegó a tiempo para los Juegos Olímpicos de Nagano 1998 y logró obtener allí su tercera medalla olímpica. Se retiró de la competición al final de la temporada 2002-2003.
En 1991 recibió la medalla de oro del periódico Svenska Dagbladet, en 1991 y 1992 el premio de la sección deportiva de Sveriges Radio y en 2019 el Premio Honorífico de la Academia Sueca de los Deportes en reconocimiento a toda su carrera. En 2010 fue galardonada con la Orden Olímpica de Plata.
Fue presidenta de la Comisión de Atletas de la Federación Internacional de Esquí (1996‑2000) y miembro de la Comisión de Atletas del Comité Olímpico Internacional entre 2002 y 2010; también fue vicepresidenta de la Asociación Mundial de Atletas Olímpicos y presidió la Comisión de Coordinación de los Juegos Olímpicos de la Juventud de Innsbruck 2012.

## Trayectoria extradeportiva
Estudió Economía en la Universidad de Dalarna en Borlänge. Trabajó como comentarista deportiva en la cadena Sveriges Television. Además, es propietaria de un hotel en Idre Fjäll.
Ha aparecido en algunos programas de televisión: participó en dos ediciones del concurso de SVT Mästarnas mästare (Campeón de campeones), en 2012 y 2018, y presentó el concurso Mästarkvalet en 2019.

## Palmarés internacional
| Juegos Olímpicos   | Juegos Olímpicos                   | Juegos Olímpicos  | Juegos Olímpicos |
| Año                | Lugar                              | Medalla           | Prueba           |
| ------------------ | ---------------------------------- | ----------------- | ---------------- |
| 1992               | Albertville (Francia)              | Medalla de oro    | Eslalon gigante  |
| 1994               | Lillehammer (Noruega)              | Medalla de oro    | Combinada        |
| 1998               | Nagano (Japón)                     | Medalla de plata  | Descenso         |
| Campeonato Mundial |                                    |                   |                  |
| Año                | Lugar                              | Medalla           | Prueba           |
| 1991               | Saalbach-Hinterglemm (Austria)     | Medalla de oro    | Eslalon gigante  |
| 1996               | Sierra Nevada (España)             | Medalla de oro    | Eslalon          |
| 1996               | Sierra Nevada (España)             | Medalla de oro    | Combinada        |
| 1997               | Sestriere (Italia)                 | Medalla de bronce | Descenso         |
| 1999               | Vail/Beaver Creek (Estados Unidos) | Medalla de oro    | Combinada        |
| 1999               | Vail/Beaver Creek (Estados Unidos) | Medalla de plata  | Eslalon          |